# Lars Bom
Lars Bom född 8 april 1961 i Söborg, Danmark, är en dansk skådespelare.
Han är utbildad på Statens Teaterskole i Köpenhamn. Lars Bom har deltagit i produktioner både på scen, film och TV. Har han arbetat på Jomfru Ane Teatret i Ålborg och på Operan i Köpenhamn (Operaen på Holmen) i musikalen Matador (2007 och 2008). 
För en bredare publik är han förmodligen mest känd som Lastbilschauffören och före detta fotbollsproffset Johnny Olsen i Tv-Serien Mordkommissionen (Dansk originaltitel: Rejseholdet). 
Han har även medverkat i utbildningsprogram på DR1 och reklamfilmer.
Han har skrivit en bok om löpning och sprungit maraton på 3 timmar och 16 minuter.

## Filmografi (urval)
- 2004 - Mordkommissionen
- 2002 - Klättertjuven
- 2002 - Hot Dog
- 1998 - Skuggan
- 1997 - Strisser på Samsø
- 1996 - En fri mand
- 1989 – Miraklet i Valby
- 1983 - De uanstændige